# Stethojulis
Stethojulis là một chi cá biển thuộc họ Cá bàng chài. Các loài trong chi này có phạm vi phân bố rộng khắp Ấn Độ Dương - Thái Bình Dương, và S. bandanensis còn có thể được tìm thấy ở cả Đông Thái Bình Dương.

## Từ nguyên
Từ định danh của chi được ghép bởi hai từ trong tiếng Latinh: stethos ("ngực"), hàm ý đề cập đến vảy ở ngực lớn hơn các vảy ở hai bên thân, và Julis, một chi cũ trong họ Cá bàng chài, là chi ban đầu mà một số loài Stethojulis được xếp vào.

## Hình thái
Như những loài cá bàng chài khác, Stethojulis là những loài dị hình giới tính và lưỡng tính tiền nữ. Cá đực có các tông màu sặc sỡ với những đường sọc màu xanh lam sáng ở trên đầu và dọc theo chiều dài cơ thể, trong khi cá cái chỉ có các tông màu nâu xám và màu ô liu (nâu xanh lục). Những sọc xanh trên cơ thể có chiều dài khác nhau tùy theo từng loài.

## Các loài
Có tất cả 10 loài được công nhận là hợp lệ trong chi này, bao gồm:
- Stethojulis albovittata (Bonnaterre, 1788)
- Stethojulis balteata (Quoy & Gaimard, 1824)
- Stethojulis bandanensis (Bleeker, 1851)
- Stethojulis interrupta (Bleeker, 1851)
- Stethojulis maculata Schmidt, 1931
- Stethojulis marquesensis Randall, 2000
- Stethojulis notialis Randall, 2000
- Stethojulis strigiventer (Bennett, 1833)
- Stethojulis terina Jordan & Snyder, 1902
- Stethojulis trilineata (Bloch & Schneider, 1801)